# Paragus
Paragus (лат.) — род двукрылых из семейства журчалок.

## Описание
Лицо под усиками без впадины. Первый тергит брюшка хорошо развитый, заметно выступает за щиток; его сублатеральная длина составляет 3/4 длины второго тергита.

## Экология
Личинки питаются равнокрылыми из подотряда Sternorrhyncha.

## Классификация
В мировой фауне насчитывается более 90 видов. В составе рода выделяют четыре подрода: Afroparagus, Pandasyophthalmus, Paragus и Serratoparagus.
- Paragus albipes Gimmerthal, 1842
- Paragus bradescui Stanescu, 1981
- Paragus constrictus Šimic, 1986
- Paragus flammeus Goeldlin, 1971
- Paragus glumaci Vujic, Šimic & Radenkovic, 1999
- Paragus hyalopteri Marcos-Garcia & Rojo, 1994
- Paragus medeae Stanescu, 1991
- Paragus oltenicus Stanescu, 1977
- Paragus pecchiolii Rondani, 1857
- Paragus romanicus Stanescu, 1992
- Paragus vandergooti Marcos-Garcia, 1986

## Распространение
Широко распространённый род. Отсутствуют только на островах Океании, Новой Зеландии и Южной Америке.